# Exechia filata
Exechia filata är en tvåvingeart som beskrevs av Tonnoir och Edwards 1927. Exechia filata ingår i släktet Exechia och familjen svampmyggor. Inga underarter finns listade i Catalogue of Life.